# Sometimes (Britney Spears)
Sometimes var den andra singeln från den amerikanska sångerskan Britney Spears debutalbum …Baby One More Time. Den skrevs av svenska Jörgen Elofsson.

## Bakgrund och tillkomst
Innan inspelningen av debutalbumet ...Baby One More Time föreställde sig Britney Spears att albumet skulle ha en stil som liknade Sheryl Crow, men yngre och mer vuxen samtida pop. Hon gick dock med på skivbolaget Jive Records beslut att anlita producenter vars mål var att nå en tonårspublik. Spears flög till Cheiron Studios i Stockholm, där hälften av albumet spelades in under våren 1998, med producenter som Max Martin och Rami Yacoub.
Sometimes skrevs av Jörgen Elofsson och producerades av Per Magnusson och David Kreuger. Enligt Steve Lunt på Jive Records innehöll låten från början en mer vuxen text när den presenterades. Eftersom låten skulle framföras av en tonåring, ansåg Lunt att texten behövde anpassas.
Esbjörn Öhrwall spelade akustisk gitarr, medan Thomas Lindberg spelade elbas. David Kreuger programmerade låten och spelade klaviatur, medan Per Magnusson bidrog med ytterligare klaviatur. Anders von Hoffsten sjöng bakgrundssång.
Samtidigt skrev och spelade Spears in låten I'm So Curious tillsammans med producenten Eric Foster White. Låten gavs ut som B-sida till Sometimes och spelades in 1997 i 4MW East Studios i New Jersey.
'Sometimes' gavs ut som den andra singeln från ...Baby One More Time den 30 april 1999.

### Upphovsrättsdiskussioner
Steve Wallace, låtskrivare från Indiana, hävdade att han skrev Sometimes redan 1990, men att han inte registrerade verket förrän 2003, fyra år efter att Jive Records gjort det.
Wallace påstod att Spears medgivit att han var låtens rättmätige upphovsman. Som bevis lade han fram ett påstått e-postmeddelande från sångerskan, där det stod: "Jag vet nu med säkerhet att du skrev [Sometimes]. Men det finns inget jag kan göra åt det. Det är allt jag kan säga om saken." E-postmeddelandet bedömdes dock som förfalskat, och stämningen ogillades den 31 oktober 2005, när domaren John D. Tinder slog fast att det inte rörde sig om brott mot upphovsrätten.

## Mottagande
Låten fick ett blandat, men överlag positivt mottagande från musikrecensenter.
En recensent från CD Universe kommenterade att låten "varnar en potentiell kärlek för [Spears] behov av tid och tålamod, och rullar på fint med ett långsamt groove och ett tungt beat".
Amanda Murray från Sputnikmusic ansåg att "Sometimes" var en kompetent singel, men kallade den samtidigt "ointressant".
Kyle Anderson från MTV beskrev låten som "den första semi-balladen på albumet", och noterade att "genom de tre första låtarna handlar alla Spears’ texter helt om killar – hon slutar aldrig tänka på dem".
Caryn Ganz från Rolling Stone kallade "Sometimes" för ytterligare en hit från albumet, tillsammans med "From the Bottom of My Broken Heart" och "(You Drive Me) Crazy".
Spence D. från IGN beskrev låten som en "vuxen poplåt i [Max Martins] glansiga stil".
Annabel Leathes från BBC Online ansåg att låten "representerar de oskyldiga åren då Britney både irriterade och fascinerade i lika stor utsträckning".
Nicholas Hautman från Us Weekly kallade låten för "essensen av bubblegum pop – en genre som fått ett oförtjänt dåligt rykte. Tonartsbytet är vad drömmar är gjorda av".
Alex Kristelis från Bustle beskrev den som "ett perfekt exempel på riktigt bra pop-kitsch".
Chuck Arnold från Billboard skrev, i en jubileumsrecension, att "det finns en vemodig melankoli i denna dagboksaktiga låt, som gräver djupare i osäkerheter under den bubbliga ytan från 'Crazy' och titelspåret".
Personalen på Entertainment Weekly placerade "Sometimes" på plats 22 i sin lista över Spears bästa låtar, och noterade att "'Sometimes' cementerade Britney som popens goda flicka år 1999".
Daniel Megarry från Gay Times kallade den en av höjdpunkterna på albumet och skrev att "det är omöjligt att inte känna nostalgi när låtens somriga stråkar träffar öronen".
Nayer Nissim från Pink News beskrev låten som en av Spears’ "mer vuxna (men inte för vuxna) tidiga låtar som dryper av 90-tals singer/songwriter-charme".
Shannon Barbour från Cosmopolitan menade att låten var "cool, men mestadels bortglömd".
Vid BMI Pop Awards 2000 fick "Sometimes" priset för Most Performed Song.
År 2017 listade Dave Fawbert från ShortList låten som innehållande ett av "de bästa tonartsbytena i musikhistorien".

## Musikvideo
Musikvideon till "Sometimes" regisserades av Nigel Dick, som även regisserade Spears’ tidigare video till "...Baby One More Time". Videon spelades in vid Paradise Cove i Malibu, Kalifornien, och hade premiär på MTV den 6 maj 1999.
I videon ses Spears klädd i vitt medan hon observerar en ung man (spelad av modell Chad Cole) från en träpir. Hon dansar tillsammans med en grupp kvinnor på stranden i olika koreograferade sekvenser. Videon är känd för sitt oskuldsfulla bildspråk, med en ljus färgpalett och långsamma kamerarörelser som förstärker låtens romantiska ton.
Två versioner av musikvideon har cirkulerat: en som fokuserar mer på dansscenerna, och en annan med fler närbilder och skönhetsbilder av Spears. Båda versionerna använder en något redigerad radio-version av låten.

## Kommersiell framgång
"Sometimes" blev en internationell hit och uppnådde stora kommersiella framgångar, särskilt i Europa och Oceanien. Låten toppade singellistorna i bland annat Nya Zeeland, Nederländerna och Belgien (Flandern), och placerade sig inom topp 10 i flera andra länder.
I Storbritannien debuterade låten på plats #3 på UK Singles Chart, där den låg i sammanlagt 13 veckor. Den certifierades silver av British Phonographic Industry (BPI) för över 200 000 sålda exemplar.
I Australien nådde låten plats #2 på ARIA Charts och certifierades platinum, vilket motsvarade över 70 000 sålda exemplar.
I USA hade "Sometimes" ett mer måttligt genomslag och nådde som högst #21 på Billboard Hot 100, där den tillbringade 16 veckor på listan. Den nådde dock plats #6 på Billboard Pop Songs-listan (Mainstream Top 40), vilket visar på dess radiopopularitet.
Låten certifierades även guld i flera andra länder, däribland Nederländerna, Nya Zeeland och Sverige (enligt IFPI:s nationella certifieringsorgan). Totalt sålde "Sometimes" över 1 miljon exemplar globalt och befäste Spears’ position som en av 1999 års mest framgångsrika popartister.

## Format och låtlistor
Dessa är formaten och låtlistorna för de större singelsläppen av "Sometimes".
| CD-singel, Storbritannien (0523202) 1. "Sometimes" [Radio Edit] — 3:55 2. "Sometimes" [Soul Solution Mid-Tempo Mix] — 3:29 3. "I'm So Curious" (Britney Spears; Eric Foster White) — 3:35 Promo 12" Vinyl, Storbritannien (052320.0P) - Sida A: 1. "Sometimes" [Thunderpuss 2000 Club Mix] — 8:02 2. "Sometimes" [Soul Solution Dub] — 10:12 - Sida B: 1. "Sometimes" [Soul Solution Extended Mix] — 6:59 2. "Sometimes" [Thunderpuss 2000 Radio Mix] — 3:50 CD-singel, Europa/Australien (0550142) 1. "Sometimes" [Radio Edit] — 3:55 2. "I'm So Curious" — 3:35 3. "Sometimes" [Soul Solution Mid-Tempo Mix] — 3:29 2-spårs CD, Europa (0580382) 1. "Sometimes" [Radio Edit] — 3:55 2. "Sometimes" [Soul Solution Mid-Tempo Mix] — 3:29 | CD-singel, Japan (AVCZ95121) 1. "Sometimes" [Radio Edit] — 3:55 2. "...Baby One More Time" [Sharp Platinum Vocal Remix] — 8:11 3. "...Baby One More Time" [Davidson Ospina Club Mix] — 5:40 Promo CD, USA (DUTCH19) - Sida A: 1. "Sometimes" [Thunderpuss 2000 Club Mix] — 8:02 2. "Sometimes" [Mike Ski's Drum Dub] — 4:56 - Sida B: 1. "Sometimes" [Soul Solution Mid-Tempo Mix] — 3:29 2. "Sometimes" [ThunderDub] — 7:18 - Sida C: 1. "Sometimes" [Mike Ski's 3AM Bass Bin Destroyer Mix] — 9:34 2. "Sometimes" [Original Radio Edit] — 3:55 - Sida D: 1. "Sometimes" [Boris & Beck Roxy Dub] — 6:51 2. "Sometimes" [Beats Of Thunderpuss] — 4:27 Singel, Nederländerna (The Singles Collection, Boxset Single) 1. "Sometimes" [Radio Edit] — 3:55 2. "I'm So Curious" — 3:35 |

## Släpphistorik
| Land            | Släppdatum    |
| --------------- | ------------- |
| Världen (radio) | 30 april 1999 |
| Storbritannien  | 16 april 1999 |
| Tyskland        | 17 juni 1999  |
| USA             | 29 juni 1999  |

## Listplaceringar
| Lista (1999)                  | Topplaceringar |
| ----------------------------- | -------------- |
| Australiska ARIA-singellistan | 2              |
| Österrikiska singellistan     | 6              |
| Belgiska singellistan         | 1              |
| Danska singellistan           | 5              |
| Nederländska singellistan     | 1              |
| Europeiska singellistan       | 7              |
| Finländska singellistan       | 4              |
| Franska singellistan          | 13             |
| Tyska singellistan            | 6              |
| Nyzeeländska singellistan     | 1              |
| Norska singellistan           | 1              |
| Svenska singellistan          | 7              |
| Schweiziska singellistan      | 7              |
| Brittiska singellistan        | 3              |
| Amerikanska Billboard Hot 100 | 21             |

Certifikat
| Land           | Certifikat | Sålda exemplar |
| -------------- | ---------- | -------------- |
| Australien     | Platina    | 70 000         |
| Frankrike      | Silver     | 100 000+       |
| Nya Zeeland    | Guld       | 7 500          |
| Nederländerna  | Guld       | 15,000         |
| Storbritannien | Guld       | 440,000        |